# Các thị quốc Pyu
Các thị quốc Pyu là tên gọi chung cho các thành bang của người Pyu từng tồn tại ở miền Trung và miền Bắc Myanmar hiện đại từ thế kỷ 1 TCN cho đến năm 840. Lịch sử của các thị quốc Pyu được khám phá dựa vào các bi ký tìm thấy và qua các ghi chép của những người Trung Quốc về nước Phiêu (驃). Người Pyu là một trong những dân tộc tổ tiên của người Miến.
Người Pyu đến Myanmar vào khoảng thế kỷ 1 TCN hoặc sớm hơn và lập nên những thành bang tại Binnaka, Mongamo, Sri Ksetra, Peikthanomyo, Kutkhaing ở phía bắc, bờ biển Halin gyi Thanlwin ở phía đông, vịnh Martaban và bờ biển phía nam của nó, Thandwe ở phía tây nam và Yoma ở phía tây.
Thời đó, con đường thương mại từ Trung Quốc sang Ấn Độ đi qua Myanmar. Vào các năm 97 và 121, sứ đoàn La Mã sang Trung Quốc đã chọn lộ trình đường bộ qua Myanmar. Tuy nhiên, người Pyu có một lộ trình khác, đó là xuôi dòng Ayeyarwaddy tời Shri Ksetra và sau đó đi bằng đường biển về phía tây tới Ấn Độ và về phía đông để tới Đông Nam Á hải đảo.
Thư tịch cổ Trung Quốc kể rằng có 18 vương quốc Phiêu, rằng Phiêu là một dân tộc nhân văn và hòa bình, có cuộc sống sung tung và văn hóa. Giữa các nước Phiêu hầu như không có chiến tranh, và tranh chấp thường được giải quyết thông qua tỷ thí tay đôi hay thi xây dựng. Họ thậm chí mặc vải bông gạo thay vì vải lụa để không phải giết con tằm. Tội phạm bị phạt roi hoặc phạt tù, nếu tội nghiêm trọng thì có thể bị tử hình. Người Phiêu theo đạo Phật Thượng tọa bộ, và tất cả trẻ em được giáo dục trong các tự viện từ khi 7 tuổi cho đến khi 20 tuổi.
Các thị quốc Pyu không bao giờ thống nhất thành một vương quốc, nhưng các thành phố mạnh hơn thường chiếm ưu thế và nhận cống nạp từ các thành phố nhỏ. Thành phố mạnh mẽ nhất có lẽ là Sri Ksetra, dựa vào bằng chứng khảo cổ.

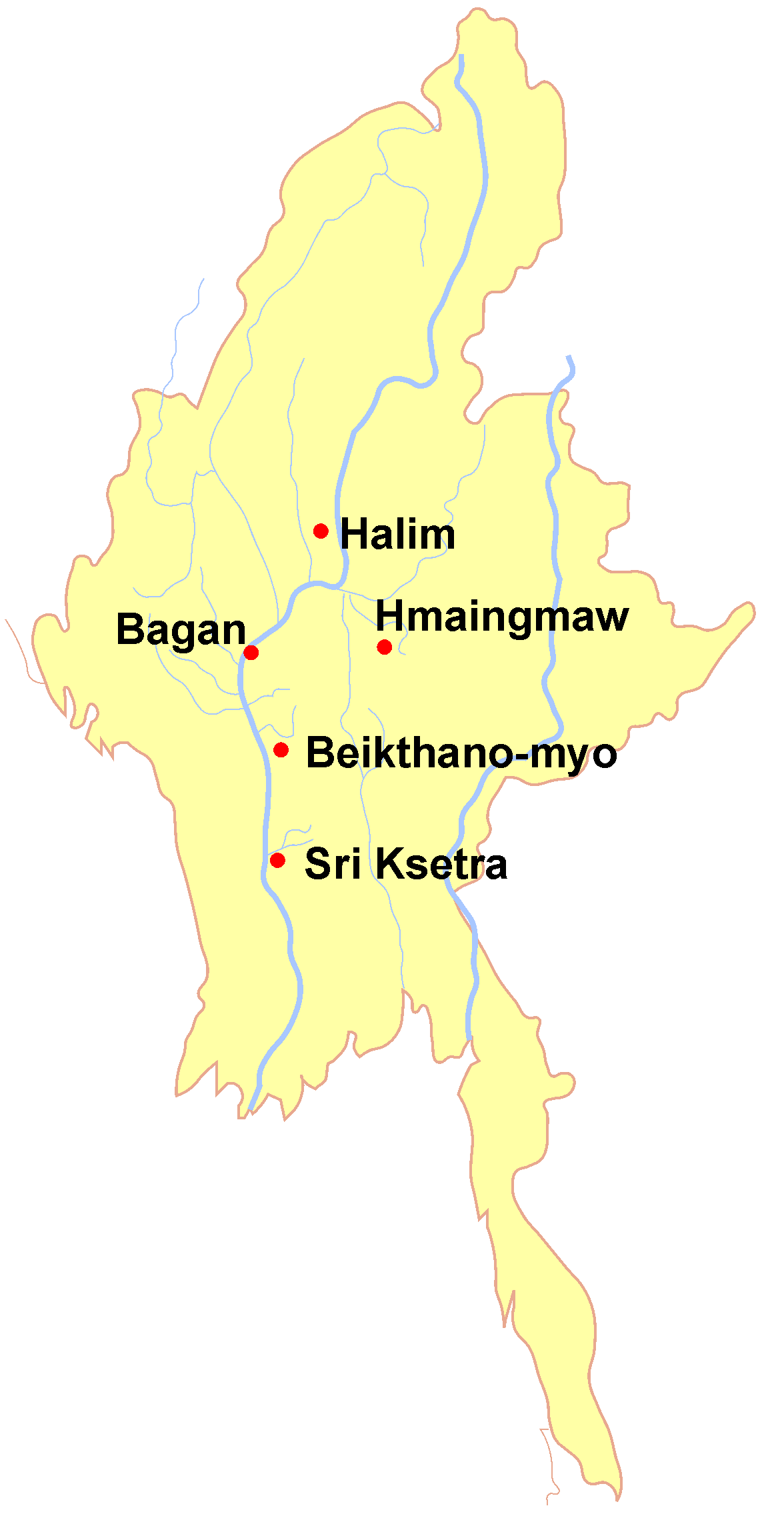
Một số thị quốc Pyu nổi bật.

Không rõ các thị quốc Pyu được thành lập sớm nhất chính xác vào thời điểm nào, nhưng chắc chắn là trước năm 94 - năm mà các biên niên sử Pyu cho biết có sự thay đổi triều đại. Trong thế kỷ 7, người Pyu dịch chuyển kinh đô của mình lên phía bắc theo hướng Halingyi ở vùng khô, để lại Shri Ksetra làm một trung tâm hạng hai có vai trò thương mại là chính ở phía nam. Tuy nhiên kinh đô mới ở phương bắc đã bị vương quốc Nam Chiếu cướp phá vào khoảng giữa thế kỷ 9. Sự kiện này dẫn tới sự diệt vong của các thị quốc Pyu.

## Thị quốc
Trong số 12 thành phố có tường bao quanh được khai quật cho đến nay, 5 trong số đó là phần còn lại của các thị quốc lớn nhất của Pyu: Beikthano, Maingmaw, Binnaka, Halin và Sri Ksetra.